# Microeca fascinans
Microeca fascinans là một loài chim trong họ Petroicidae.